# Gare de Chatsworth
Pour les articles homonymes, voir Chatsworth.
La gare de Chatsworth est une gare ferroviaire des États-Unis située à Chatsworth en Californie. Elle est desservie par Amtrak. C'est une gare sans personnel.

## Histoire
Elle est mise en service en 1992; L'actuel bâtiment date de 1996.

## Service des voyageurs

### Desserte
- Lignes d'Amtrak[1] :
  - Le Pacific Surfliner: San Diego - San Luis Obispo
- Metrolink
  - Ventura County Line: East Ventura - los Angeles
- Metro Liner: Orange Line